# Chiesa di Santa Maria del Rosario (Biancavilla)
La chiesa di Santa Maria del Rosario è una delle chiese maggiori di Biancavilla dopo la basilica.
Ubicata sul lato sud di piazza Roma sul fianco della chiesa madre, la seicentesca chiesa del Rosario con la sua mirabile facciata costituisce, assieme alla basilica e ai palazzi limitrofi, il centro monumentale di maggior rilievo artistico della città.

## Descrizione
La grandiosa facciata barocca è opera di Carlo Sada, composta da gigantesche colonne che coronano il portale d'ingresso e da un campanile che si innesta sul secondo ordine della facciata, ai lati del quale stanno due angeli oranti, inginocchiati di fronte alla maestosa statua della Vergine del Rosario che giganteggia all'interno della cella campanaria, conclusa da un cupolino maiolicato.

## La navata
L'interno della chiesa si presenta ad un'ampia navata senza transetto, del più puro stile barocco settecentesco, con grandi colonne corinzie adornate di stucchi rappresentanti foglie d'acanto, che separano gli altari policromi di scuola messinese.

## L'altare
Sul primo altare di destra è posta la statua del Cristo alla Colonna, opera lignea dell'artista locale Sac. Placido Portale, vissuto a cavallo tra fine Seicento e Settecento. Il simulacro è tra i più antichi protagonisti della processione serale del venerdì santo biancavillese. Un tempo a partecipare erano solo tre statue (da qui i Tri Misteri"): il Cristo alla Colonna, l'Ecce Homo ed il Cristo morto.

## La confraternita
Custodi da sempre del Cristo alla Colonna sono i confrati dell'Arciconfraternita M. SS. del Rosario. La confraternita fondata il 12 gennaio 1682 è ancora oggi attiva nella chiesa del Rosario con circa ottanta associati.